# Masaki
Pour les articles homonymes, voir Masaki (homonymie).
Masaki (松前町, Masaki-chō) est un bourg du district d'Iyo, dans la préfecture d'Ehime, au Japon.

## Géographie

### Démographie
Au 1er juillet 2014, la population de Masaki s'élevait à 30 058 habitants répartis sur une superficie de 20,32 km2.